# 纽芬兰大浅滩

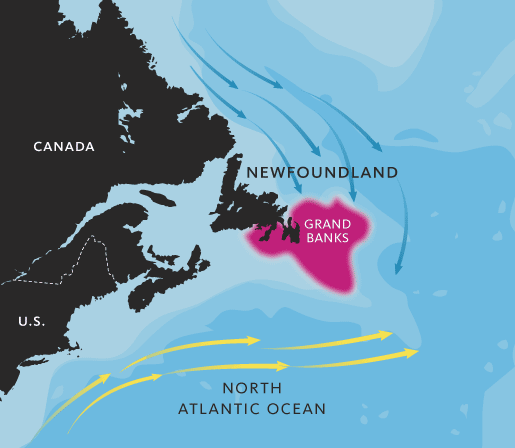
纽芬兰大浅滩位置图

纽芬兰大浅滩（英語：Grand Banks）是加拿大纽芬兰岛之东南方北美洲大陆架上的一个海底高原，最寬處大約600公里左右。这个地区的水深相对较浅，由25至100（82至328英尺；27至109碼）不等。拉布拉多寒流在这里与墨西哥湾暖流相遇。